# Snopot´
Snopot´ (ros. Снопоть) – wieś (sieło) w Rosji, w obwodzie briańskim, w rejonie rogniedińskim. W 2010 liczyła 398 mieszkańców.